# باتوپیلاس (چیهواوا)
باتوپیلاس (به اسپانیایی: Batopilas) یک منطقهٔ مسکونی در مکزیک است که در Batopilas Municipality واقع شده‌است. باتوپیلاس ۱٬۲۲۰ نفر جمعیت دارد و ۵۷۸ متر بالاتر از سطح دریا واقع شده‌است.